# Атомска плавуша
Атомска плавуша (енгл. Atomic Blonde) је амерички акциони трилер филм из 2017. редитеља Дејвида Лича, а по сценарију Курта Џонстада. Продуценти филма су Шарлиз Терон, Бет Коно, А.Ј. Дикс, Кели Макормик, Ерик Џитер и Питер Шверин. Музику је компоновао Тајлер Бејтс.
Глумачку екипу чине Шарлиз Терон, Џејмс Макавој, Џон Гудман, Тил Швајгер, Еди Марсан, Софија Бутела и Тоби Џонс. Светска премијера филма је била одржана 6. октобра 2017. у Сједињеним Америчким Државама.
Буџет филма је износио 30 000 000 долара, а зарада од филма је 98 400 000 долара.

## Радња
Редитељ Дејвид Лајтч познат по хиту Џон Вик, овог пута ратоборну главну улогу у свом новом филму је препустио жени, и то оскаровки Шарлиз Терон. Ради се о шпијунском трилеру у којем Терон игра улогу Лорајн Броугтон, шпијунке МИ6 која је послата у Берлин како би разоткрила шпијунски ланац одговоран за смрт једног тајног агента, који јој чини се и није тако непознат.

## Улоге
| Глумац        | Улога           |
| ------------- | --------------- |
| Шарлиз Терон  | Лорајн Броугтон |
| Џејмс Макавој | Дејвид Персивал |
| Џон Гудман    | Емет Курцфелд   |
| Тил Швајгер   | часовничар      |
| Еди Марсан    | двоглед         |
| Софија Бутела | Делфин Ласали   |
| Тоби Џонс     | Ерик Греј       |